# Minnie Hollow Wood
Minnie Hollow Wood (c. 1856–década de 1930) fue una mujer nativa americana que luchó en la batalla de Little Bighorn en 1876 con tal valentía, que obtuvo el derecho a usar un tocado de plumas,: 4:37  siendo durante mucho tiempo la única mujer de su tribu con ese privilegio.

## Vida
Minnie Hollow Wood nació alrededor de 1856 en la parte norte de las Grandes Llanuras, posiblemente en Dakota, Nebraska, Wyoming o Montana. Su nombre original indígena, no se ha conservado. Era lakota, pero se casó con un guerrero cheyenne llamado Tronco Hueco (Hollow Wood).
Durante la Gran Guerra Sioux de 1876, Minnie Hollow Wood luchó junto a su marido en la Batalla de Little Bighorn, en el sur de Montana, el 25 de junio de 1876, en la que gran parte del 7º Regimiento de Caballería de los EE. UU. al mando del teniente coronel George Armstrong Custer fue rodeado y exterminado por una gran coalición de lakotas, cheyennes del norte y arapahos del norte. Por su valentía en esa batalla, Minnie Hollow Wood se ganó el derecho a usar un tocado de plumas. Ella y su esposo se rindieron al coronel Nelson A. Miles en Fort Keogh, Montana, en 1877.
No está claro si el matrimonio Hollow Wood fue posteriormente deportado al Territorio Indio (actual Oklahoma) con los demás cheyennes del norte, o si formaron parte del llamado Éxodo de los cheyennes del norte en el invierno de 1878 a 1879, en el que huyeron de su reserva asignada para regresar a su tierra natal en el norte. En cualquier caso, Minnie Hollow Wood vivió posteriormente en la reserva india cheyenne del norte, en Montana, donde se convirtió en una importante informante para el autor y etnólogo Thomas Bailey Marquis.
En su trabajo sobre ella, Marquis sugirió que Minnie Hollow Wood era una "favorita" del coronel Miles durante su tiempo como prisionera de guerra en Fort Keogh
(Este tipo de relaciones entre mujeres indias y oficiales estadounidenses eran bastante comunes a finales del siglo XIX en los fuertes del Oeste, por lo que la historia no es descartable). Es posible que Hollow Wood y su marido escaparan así de la deportación al Territorio Indio y de los acontecimientos posteriores.

## En la cultura popular
Yvonne Russo representó su hazaña en un cortometraje animado; Minnie's War Bonnet se estrenó en el Festival Internacional de Cine Red Nation en 2019.